# Pump Up the Jam
«Pump Up the Jam» es la canción de apertura del primer álbum de la banda belga Technotronic, Pump Up the Jam: The Album (1989). Fue lanzado como sencillo el 18 de agosto de 1989 y fue un éxito mundial, al alcanzar el número dos en el Reino Unido en 1989 y en el Billboard Hot 100 de Estados Unidos a principios de 1990. También alcanzó el puesto número uno en Bélgica, Finlandia, Islandia, Portugal y España. «Pump Up the Jam» ha sido descrita como una fusión de elementos hip hop y deep house, como un ejemplo temprano del género hip house, y ha sido considerada la primera canción house en convertirse en un éxito en los Estados Unidos.
La vocalista de Technotronic, Ya Kid K, se vio eclipsado inicialmente por la modelo congoleña Felly Kilingi, que aparece haciendo playback en el vídeo musical y apareció en la portada del primer álbum como táctica de marketing. Finalmente, Ya Kid K fue reconocida tras una gira por Estados Unidos y una nueva portada del álbum en la que aparecía ella en lugar de Felly. En 2005, la canción fue remezclada por el DJ-productor D.O.N.S. y alcanzó el número uno en la British Dance Chart. The Guardian incluyó la canción en su «Historia de la música moderna: Dance» en 2011. Y en 2020, Slant Magazine la situó en el número 40 de su lista de «Las 100 mejores canciones dance de todos los tiempos».

## Antecedentes y publicación
El músico, compositor y productor discográfico belga Jo Bogaert ya había cosechado algunos éxitos en su Bélgica natal, pero le costaba exportar su música a otros países. Como algunos de sus discos de dance anteriores habían gozado de popularidad en clubes norteamericanos, estaba decidido a tener un éxito en Estados Unidos. En una entrevista con Los Angeles Times declaró: «Nos resultó muy difícil exportar música a otros países. Pero algunos de mis discos de baile eran populares en los clubes de dance de EE.UU. y sabía que si me juntaba con la gente adecuada, podría hacer un disco que fuera un éxito en EE. UU.». Tras conocer a la cantante y compositora congoleño-belga Ya Kid K (alias Manuela Barbara Kamosi Moaso Djogi) y al rapero británico MC Eric (alias Eric Martin), Bogaert utilizó las letras y voces de Ya Kid K y construyeron lo que se convertiría en «Pump Up the Jam», una fusión fresca y convincente de hip hop y elementos deep house. Martin contó más tarde: «Se me erizaron los pelos de los brazos y supe que aquello era historia». En el disco, Bogaert aparece como productor (Thomas de Quincey). La canción fue editada en Estados Unidos por SBK Records. Aunque utilizó la letra y la voz de Ya Kid K en el tema, fue la modelo congoleña Felly Kilingi quien apareció en el álbum y en el vídeo musical que lo acompañaba. Bogaert explicó más tarde: «Ella no tuvo mucho que ver con el disco. Eric, Ya Kid y yo lo hicimos todo. Al principio necesitábamos a Felly para promocionar el grupo, para crear esa imagen. Pero ahora la música es un éxito. Ahora nos lleva la música, no la imagen».